# Mitsubishi X-2 Shinshin
X-2 Синсин (яп. 心神, «душа») — японский лёгкий истребитель пятого поколения с технологией «стелс», разрабатываемый в Техническом проектно-конструкторском институте (TRDI) японского министерства обороны.
Основным подрядчиком по работе над самолётом является компания Mitsubishi Heavy Industries.

## Разработка
В 2004 году для демонстрации возможности создания передовых военных разработок было принято решение о создании собственного истребителя пятого поколения, построенного с применением технологии малозаметности. Однако проект не рассматривался для постановки на вооружение.
В 2005 году планер Mitsubishi X-2 был проверен на радиолокационную заметность; в 2006 году начались испытания дистанционно управляемого уменьшенного прототипа в масштабе 1:5. В 2007 году, после отказа США продать Японии истребитель пятого поколения F-22, правительство Японии приняло решение о постройке полноразмерных лётных экземпляров ATD-X, запланировав при этом лётные испытания на весну 2014 года. На ATD-X приходится примерно треть человеко-часов, которые Япония тратит на разработку военных самолётов.
В апреле 2010 правительство Японии объявило тендер на поставку реактивных двигателей для проекта. По состоянию на март 2011 года данных о результатах проведения тендера нет. Первоначально полёт первого лётного образца перспективного истребителя пятого поколения ATD-X Shinshin был назначен на 2014 год, но в связи с возникшими трудностями был перенесён на конец 2015 года. По оценке западных экспертов, в случае, если Япония не откажется от реализации программы Shinshin, новый самолёт сможет поступить в войска в 2018—2020 году.
28 марта 2012 года на заводе Tobishima Plant компании Mitsubishi Heavy Industries началась сборка полномасштабного перспективного технологического демонстратора ATD (Advanced Technology Demonstrator) для полномасштабных структурных испытаний. Изготовление ATD производится по контракту с Минобороны Японии, по которому самолёт будет использован для проведения лётных испытаний и отработки передовых, в том числе «стелс», технологий для будущих японских истребителей. С началом сборки проект ATD в настоящее время перешёл в стадию производства.
Первые лётные испытания образца истребителя должны были состояться в январе 2015 года. 31 августа 2015 года интернет-СМИ сообщили, что истребитель готов для первого полёта. В случае успеха на его основе будет создан истребитель F-3, который будет введён в строй в 2035 году.
28 января 2016 года Mitsubishi продемонстрировала первый лётный прототип, который должен был подняться в воздух в феврале 2016 года.
24 февраля прототип самолёта прошёл первые испытания. Местом проведения испытаний был завод Mitsubishi Heavy Industries в префектуре Аити. 21 апреля — первый полёт.
X-2 совершил свой первый полёт 22 апреля 2016 года. Самолёт стартовал с аэродрома в Нагое и, после 26 минут полёта, приземлился на аэродроме Гифу, принадлежащему Воздушным силам самообороны Японии. Неожиданно долгая пауза между постройкой самолёта и первым полётом полностью не была объяснена. Jiji News Agency сообщило, что взлётный вес X-2 составил около 13 тонн; в 2007 году японские СМИ говорили, что X-2 будет весить 9 тонн, что довольно много для размеров самолёта (размах крыла 9,1 метра и длина 14,2 метра).
Планируется поставить этот самолёт на крыло/на вооружение к 2030 году. 

## Конструкция
По размеру Mitsubishi X-2 близок к Saab Gripen, а по форме — к F-22 Raptor. Размеры и угол наклона вертикального оперения и форма наплыва и воздухозаборников идентичны используемым на американском истребителе пятого поколения.
Самолёт построен с применением стелс-технологий и использует композиционные материалы. Согласно представителю минобороны Японии, эффективная площадь рассеяния у ATD-X больше, чем у насекомого, но меньше, чем у птицы средних размеров.
Истребитель будет иметь два турбореактивных двигателя и сможет развивать сверхзвуковую скорость без использования форсажа. На первые лётные экземпляры поставят иностранные двигатели — либо General Electric F404 (используются на F/A-18), либо Snecma M88-2 (Dassault Rafale), либо Volvo Aero RM12 (Gripen). Ожидается, что окончательная версия самолёта будет использовать японские двигатели компании IHI XF5-1, с управляемым вектором тяги, пока что находящиеся на стадии разработки.
Mitsubishi X-2 будет использовать РЛС с АФАР, разработанную Mitsubishi Electronics. Утверждается, что эта РЛС сравнима с новейшей американской AN/APG-81 (устанавливается на F-35), может динамически переключаться между диапазонами частот C и Ku и имеет встроенные возможности радиоэлектронной борьбы.